# Acanthaeschna victoria
Genre
Espèce
Statut de conservation UICN

 EN B2ab(ii,iii,iv) : En danger
Acanthaeschna victoria  est une espèce de libellules dans la famille des Aeshnidae appartenant au sous-ordre des Anisoptères dans l'ordre des Odonates. Elle est la seule espèce du genre Acanthaeschna (monotypique) .
Cette espèce est endémique de l'Australie. On la retrouve dans les étangs intercotidaux ; elle est menacée par la perte de son habitat.